# 卡曼
卡曼（Kaman），是印度拉贾斯坦邦Bharatpur县的一个城镇。总人口30774（2001年）。

## 人口
该地2001年总人口30774人，其中男性16577人，女性14197人；0—6岁人口5452人，其中男2978人，女2474人；识字率56.59%，其中男性为67.60%，女性为43.74%。